# Stefano Bellani
(Stefano Bellani)
Stefano Bellani (Pisa, 24 dicembre 1969) è un comico e cabarettista italiano, è presente nel cast di Zelig Circus su Canale 5.

## Biografia
Si avvicina al teatro ai tempi dell'università, quando a Pisa entra a far parte del personale antincendio del Teatro Verdi. Inizia così la sua formazione al Centro Universitario Teatrale (laboratorio tenuto da Silvia Pasello). Nel 1998 vince insieme a Gabriele Bianchi il Premio della Critica al Festival Nazionale del Cabaret Emergente, svoltosi a Modena, con un numero da clown; questa esperienza gli permette di conoscere Chris Channing, che lo indirizza verso lo studio sul clown sviluppato dal Kiklos di Padova. Bellani segue quindi un corso intensivo (tenuto da Paola Coletto e Giovanni Fusetti) ad Albiano (Ivrea), sulla ricerca sul clown, e un corso annuale, sempre sul clown, tenuto a Padova dagli stessi insegnanti. Nel frattempo inizia un'attività cabarettistica e teatrale in numerosi locali, piccoli teatri e varie manifestazioni.
Dal 2000 interpreta il monologo comico Lo strano caso del dottor Alex e Mister Sommer; poi dal 2001 al 2005 cura insieme ad altri comici il Casbaret Show - Mercatino del riso delle arti varie ed avariate. Sempre nel 2001 porta avanti il suo spettacolo Probably the best show in town, che lo porta in numerosi locali e piccoli teatri, ma non manca di tenersi aggiornato frequentando alcuni laboratori tra cui il Laboratorio Zelig (Milano, Reggio Emilia, Firenze). Nel 2003 vince il Primo Premio e il Premio del Pubblico al Concorso Satire Invece - Cabaret di Treviso con lo spettacolo Bacco, Tabacco e Bacco, e sempre con questo giunge in finale al Festival Nazionale del Cabaret (Torino, 2004) e al Premio Tognazzi (Cremona, 2005).
Nel 2006 debutta con il monologo comico-teatrale Ho messo la sciarpa alla Madonna, e poi nel 2007 arriva il debutto televisivo: prima con Zelig Off e poi con Zelig (Canale 5) con il nuovo spettacolo di cabaret E quando lei... riscuotendo un discreto successo.

## Curiosità
- Stefano Bellani pratica ju-jitsu presso la federazione World Ju Jitsu Federation Italy (fonte: La Nazione (Pisa) Sabato 6 giugno 2009).